# Лидс, Лила
Ли́ла (Ла́йла) Лидс (англ. Lila Leeds; 28 января 1928, Айола, Канзас — 15 сентября 1999, Канога-Парк, Калифорния) — американская киноактриса.

## Биография
Лила Ли Уилкинсон (настоящее имя актрисы) родилась 28 января 1928 года в городке Айола (штат Канзас, США). Отца звали Престон, мать — Лита, был брат Роберт. Вскоре переехала в город Кловис (штат Нью-Мексико), где девушка и прожила до 18 лет. Работала кассиром в местном кинотеатре, но после сбежала из дома. Некоторое время была танцовщицей в Сент-Луисе (штат Миссури), а затем уехала в Лос-Анджелес (штат Калифорния), где устроилась на работу в ночной клуб Ciro's. Там она познакомилась с композитором, певцом, пианистом, актёром и сочинителем песен Джеком Литлом, за которого очень быстро вышла замуж (он был старше девушки на 29 лет). Брак продолжался несколько недель, а потом был аннулирован, так как Лила выяснила, что он уже женат.
Вскоре Лидс подписала контракт с Metro-Goldwyn-Mayer и начала сниматься в кино; девушку называли двойником актрисы, секс-символа и пинап-модели Ланы Тёрнер. Впрочем, «звезды» из неё не вышло: с 1946 по 1949 год она появилась в одиннадцати кинофильмах (в том числе в семи из них в эпизодических ролях без указания в титрах) и на этом её кинокарьера была окончена. В 1948 году Лидс была утверждена на главную роль в дорогом фильме «Поцелуями сотри кровь с моих рук», но в последний момент была заменена Джоан Фонтейн.
1 сентября 1948 года Лила Лидс и актёр Роберт Митчем были арестованы за хранение марихуаны, девушка отсидела два месяца в тюрьме. Именно там она пристрастилась к героину. Это поставило крест на её актёрской карьере, в то время как на Митчеме этот скандал никак не отразился.
После того, как девушка поняла, что в кино ей больше не сниматься, она покинула Калифорнию. Она колесила по Среднему Западу, выступала в ночных клубах, ещё два раза вышла замуж и развелась, родила троих детей (которые бо́льшую часть детства провели в приютах). В 1966 году вернулась в Лос-Анджелес, где изучала религию, основала свою церковь и работала волонтёром в местных миссиях и бесплатных столовых, а также собирала деньги для Shriners.
Лила Лидс скончалась 15 сентября 1999 года в Лос-Анджелесе от инфаркта миокарда.

### Личная жизнь
Лила Лидс была замужем трижды:
1. Джек Литл[англ.] (1899—1956) — композитор, певец, пианист, актёр и сочинитель песен. Брак был заключён в 1946 году и продолжался несколько недель, а потом был аннулирован, так как Лила выяснила, что он уже женат[5].
2. Дин О. МакКоллом. Брак заключён 14 февраля 1949 года, 8 июля 1950 года последовал развод.
3. Ирвин Рохлин, пианист. Наркоман, был осуждён за попытку ограбить АЗС, чтобы добыть денег себе на наркотики. Брак заключён 7 июня 1952 года, его дальнейшая судьба неизвестна.

Также известно, что между первым и вторым браком Лидс была в отношениях с актёром и ресторатором Джозефом Крейном (был старше девушки на 12 лет).

## Избранная фильмография
| В титрах указана - 1946 — Леди в озере / Lady in the Lake — секретарша - 1946 — Показуха / The Show-Off — Фло - 1948 — Восход луны / Moonrise — Джули - 1949 — Она должна была сказать «нет»! / She Shoulda Said No! — Энн Лестер | В титрах не указана - 1947 — Улица Зелёного дельфина / Green Dolphin Street — девушка - 1947 — Всегда вместе / Always Together — блондинка - 1948 — Апрельские ливни / April Showers — светская львица - 1949 — Дом через дорогу / The House Across the Street — Билли Мартин |